# Hermippus loricatus
Espèce
Hermippus loricatus est une espèce d'araignées aranéomorphes de la famille des Zodariidae.

## Distribution
Cette espèce se rencontre en Afrique australe et en Afrique centrale. Elle a été observée en Afrique du Sud, au Mozambique, au Malawi, en Zambie, au Congo-Kinshasa et en Tanzanie.

## Description
Le mâle holotype mesure 10 mm.

## Publication originale
- Simon, 1893 : Études arachnologiques. 25e Mémoire. XL. Descriptions d'espèces et de genres nouveaux de l'ordre des Araneae. Annales de la Société Entomologique de France, vol. 62, p. 299-330 (texte intégral).